# Pararge parvorientalpina
Pararge parvorientalpina är en fjärilsart som beskrevs av Ruggero Verity 1927. Pararge parvorientalpina ingår i släktet Pararge och familjen praktfjärilar. Inga underarter finns listade i Catalogue of Life.